# Carlo Gritti Morlacchi

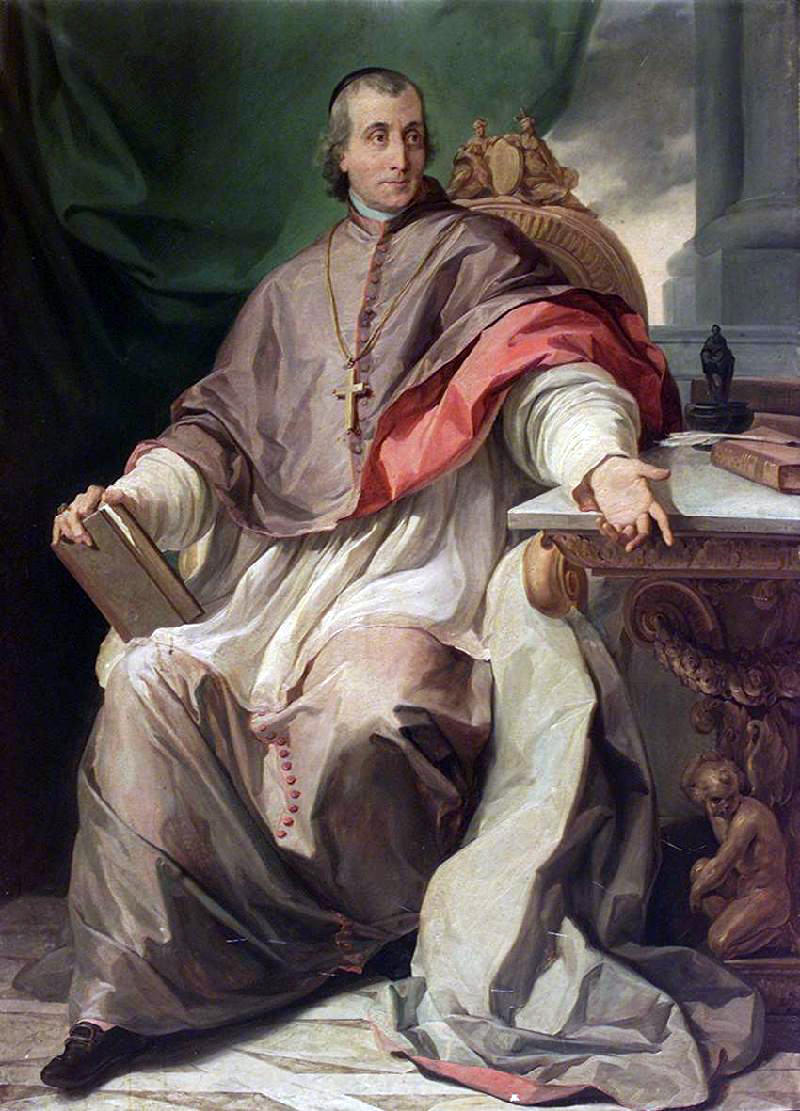
Francesco Coghetti, Ritratto del vescovo Carlo Gritti Morlacchi, 1832

Carlo Gritti Morlacchi (Alzano Maggiore, 24 dicembre 1777 – Bergamo, 17 dicembre 1852) è stato un vescovo cattolico italiano.

## Biografia
Nacque ad Alzano Maggiore, nella Repubblica di Venezia, da Antonio e Valeria Agnelli.
Compì i primi studi presso l'istituto dei padri regolari somaschi di Merate, nell'arcidiocesi di Milano, per poi proseguire lo studio della filosofia e della teologia presso il seminario di Bergamo, ma i fatti del 1796 e la soppressione del seminario lo obbligarono a sospendere la scuola, trasferendosi presso don Novali, professore di filosofia, a Bolgare, dove poté da privatista proseguire il percorso scolastico. Nel 1799 fu nominato suddiacono ed entrò a far parte del collegio capitolare, ruolo che assunse per venticinque anni, durante i quali ottenne numerosi altri incarichi, tra questi fu nominato dal vescovo Giovanni Paolo Dolfin professore di diritto canonico nel seminario vescovile, poi preside, e nel 1825 il vescovo Pietro Mola lo nominò parroco della basilica di Sant'Alessandro in Colonna.
Dopo la morte del vescovo Pietro Mola, venne dichiarata la volontà del re Francesco I di nominare il Morlacchi vescovo. Questi si recò quindi a Roma, ma papa Pio VIII era appena defunto, dovette quindi attendere l'elezione del nuovo pontefice Gregorio XVI, che lo ordinò vescovo il 28 febbraio 1831.

Consacrato vescovo dal cardinale Carlo Odescalchi il 6 marzo 1831, assunse il compito di vescovo facendo il suo ingresso solenne il 14 maggio del medesimo anno.
Durante il suo episcopato, l'intero territorio della sua diocesi faceva parte del Regno Lombardo-Veneto, si trovò quindi a dover difendere molte volte l'autonomia della chiesa contro le autorità austriache. 

L'episcopato del vescovo Morlacchi fu però scialbo, e poco attivo, forse a causa dei sacerdoti di cui si era circondato che erano desiderosi di novità, ma non furono mai molto impegnati: anche a causa della grande epidemia di colera che li aveva decimati non riuscirono mai a tradurre in situazioni concrete, le nuove vedute di rinnovamento, alcuni di loro furono considerati troppo vicini al giansenismo. Andò in contrasto con il Consiglio Apostolico cittadino portando Giuseppe Benaglio fondatore dell'Istituto Figlie del Sacro Cuore di Gesù di Bergamo, a dimettersi dal ruolo di rettore del seminario vescovile.
Scarse e sporadiche furono le sue visite pastorali; nel 1835 fece visita alle chiese cittadine e nel 1841 a una ventina di chiese delle vicarie montane di Selvino e Vilminore di Scalve, dopo aver avuto però numerosi richiami dalla Santa Sede; ma i verbali di queste raccontano i disagi dei viaggi per le strade montane (due giorni per raggiungere le chiese di Vilminore), la calorosa accoglienza dei fedeli che da sessant'anni non vedevano un pastore, le cresime amministrate, ma poche informazioni riguardanti lo stato di conservazioni dei beni della chiesa.
Durante i tumulti del 1848 sostenne l'idea di un'Italia unitaria sotto Carlo Alberto di Savoia, re di Sardegna.
Morì improvvisamente all'età di 74 anni il 17 dicembre 1852.

## Genealogia episcopale e successione apostolica
La genealogia episcopale è:
- Cardinale Scipione Rebiba
- Cardinale Giulio Antonio Santori
- Cardinale Girolamo Bernerio, O.P.
- Arcivescovo Galeazzo Sanvitale
- Cardinale Ludovico Ludovisi
- Cardinale Luigi Caetani
- Cardinale Ulderico Carpegna
- Cardinale Paluzzo Paluzzi Altieri degli Albertoni
- Papa Benedetto XIII
- Papa Benedetto XIV
- Papa Clemente XIII
- Cardinale Marcantonio Colonna
- Cardinale Giacinto Sigismondo Gerdil, B.
- Cardinale Giulio Maria della Somaglia
- Cardinale Carlo Odescalchi, S.I.
- Vescovo Carlo Gritti Morlacchi

La successione apostolica è:
- Vescovo Gaetano Benaglia (1838)
- Arcivescovo Carlo Bartolomeo Romilli (1846)